# Сигма-связь

Рис. 1: Сигма-связь

Рис. 2: Пи-связь

Сигма-связь (σ-связь) — ковалентная связь, образующаяся перекрыванием электронных облаков «по осевой линии», соединяющей ядра атомов. Характеризуется осевой симметрией. 
Концепцию сигма- и пи-связей сформулировал дважды лауреат Нобелевской премии Лайнус Полинг в 30-х годах прошлого века. Идея включала гибридизацию атомных орбиталей, рассчитанную с помощью простых алгебраических действий.
Считалось, что сигма-связь образуется за счёт перекрывания вытянутых гибридных орбиталей (рис. 1), а пи-связь образуется за счёт перекрывания p-орбиталей (рис. 2).
Однако сам Л. Полинг не был удовлетворён описанием сигма- и пи-связей. На симпозиуме по теоретической органической химии, посвящённом памяти А. Кекуле (Лондон, сентябрь 1958 года), он раскритиковал и отказался от σ, π — описаний и предложил теорию изогнутой химической связи. Последняя теория чётко учитывала физический смысл ковалентной химической связи.
Основная характеристика сигма-связи (длина и прочность) зависит от электронной конфигурации атомов, образующих сигма-связь.
Характеристика сигма-связи:
| Молекула | Электронная конфигурация атома | Орбитальный радиус атома, Å | Длина связи, Å | Энергия разрыва связи, кДж/моль |
| -------- | ------------------------------ | --------------------------- | -------------- | ------------------------------- |
| H2       | ------ 1S1                     | 0,53                        | 0,74           | 436                             |
| Li2      | [He] 2S1                       | 1,57                        | 2,67           | 102                             |
| Na2      | [Ne] 3S1                       | 1,715                       | 3,08           | 73                              |
| K2       | [Ar] 4S1                       | 2,09                        | 3,92           | 57                              |
| Rb2      | [Kr] 5S1                       | 2,22                        | 4,10           | 49                              |
| Cs2      | [Xe] 6S1                       | 2,35                        | 4,30           | 42                              |

Чем больше электронное экранирование ядра атома, тем удалённее от ядра единственный валентный электрон электронной оболочки атома, тем больше длина сигма-связи и меньше её прочность.